# Первый дивизион (Север) Северной Премьер-лиги
Первый дивизион (Север) Северной Премьер-лиги - один из двух дивизионов второго уровня (наряду с Первым дивизионом (Юг)) Северной Премьер-лиги. Это дивизион восьмого уровня в Системе футбольных лиг Англии, состоящий из 22-х команд полупрофессионального и любительского статуса. В соответствии с условиями спонсорской поддержки, дивизион по имени спонсора имеет официальное название Evo-Stik Первый дивизион (Север).

## Система соревнований
Дивизион содержит 22 клуба. Для выявления победителя, призёров и неудачников сезона проводится турнир между всеми клубами, которые играют между собой матчи по так называемой двухкруговой системе, при которой каждый из участников встречается со всеми остальными клубами два раза: один раз - дома (на своём поле), и один раз - на выезде (на поле противника). Таким образом, за весь турнир каждая из команд-участниц проведёт 42 матча (21 - дома, 21 - в гостях). По окончании турнира клуб, занявший первое место в дивизионе, повышается классом - переходит в Премьер-дивизион лиги. Команды, по итогам двухкругового турнира занявшие места с 2 по 5 включительно, проводят плей-офф турнир, победитель которого также повышается в классе.
Два клуба, по итогам сезона занявшие последнее и предпоследнее месте, автоматически понижаются классом, переходя в одну из лиг Уровня 9 футбольной пирамиды ((как правило, в North West Counties, Northern Counties East или Northern League).

## Клубы дивизиона в сезоне 2012-2013
| Клуб                       | Итоговая позиция в сезоне 2011-2012 |
| -------------------------- | ----------------------------------- |
| Bamber Bridge              | 10-й                                |
| Burscough                  | 22-й в Премьер-дивизионе            |
| Cammell Laird              | 22-й (помиловали от вылета)         |
| Clitheroe                  | 19-й                                |
| Керзон Аштон               | 2-й                                 |
| Farsley                    | 4-й                                 |
| Garforth Town              | 5-й                                 |
| Goole                      | 10-й в Первом дивизионе (Юг)        |
| Harrogate Railway Athletic | 21-й (помиловали от вылета)         |
| Ланкастер Сити             | 6-й                                 |
| Mossley                    | 14-й                                |
| New Mills                  | 9-й в Первом дивизионе (Юг)         |
| Ossett Albion              | 18-й                                |
| Ossett Town                | 17-й                                |
| Prescot Cables             | 16-й                                |
| Radcliffe Borough          | 15-й                                |
| Ramsbottom United          | 1-й в NWCFL Premier Division        |
| Salford City               | 13-й                                |
| Skelmersdale United        | 7-й                                 |
| Trafford                   | 12-й                                |
| Wakefield                  | 20-й                                |
| Warrington Town            | 11-й                                |

## Итоги сезонов
| Сезон   | Победитель          | Повышение в классе                       | Участники плей-офф                                                  | Понижение в классе          |
| ------- | ------------------- | ---------------------------------------- | ------------------------------------------------------------------- | --------------------------- |
| 2007–08 | Брэдфорд Парк Авеню | Брэдфорд Парк Авеню Юнайтед оф Манчестер | Юнайтед оф Манчестер Skelmersdale United Керзон Аштон Bamber Bridge | Bridlington Town            |
| 2008–09 | Durham City         | Durham City Newcastle Blue Star          | Skelmersdale United Newcastle Blue Star Colwyn Bay Керзон Аштон     | Не было                     |
| 2009–10 | Галифакс Таун       | Галифакс Таун Colwyn Bay                 | Ланкастер Сити Colwyn Bay Керзон Аштон Skelmersdale United          | Rossendale United           |
| 2010–11 | Честер              | Честер Chorley                           | Skelmersdale United Chorley Керзон Аштон AFC Fylde                  | Не было                     |
| 2011–12 | A.F.C. Fylde        | A.F.C. Fylde Уиттон Альбион              | Керзон Аштон Уиттон Альбион Farsley Гарфорт Таун                    | Дарэм Сити† Woodley Sports# |

# Понижение в классе из-за несоответствия стандартам.

† Добровольное понижение в классе.